# 阿兰·彼得松
古斯塔夫·阿兰·彼得松（瑞典語：Gustav Allan Pettersson，1911年9月19日—1980年6月20日)，瑞典作曲家。早年曾在斯德哥尔摩和巴黎学习中提琴演奏，后又从奥涅格学作曲。回国后由于身体原因长期休养。彼得松是20世纪下半叶最重要的瑞典作曲家之一，也是20世纪重要的交响曲作曲家。其管弦乐作品大多为单乐章形式，规模宏大以至于冗长，使用复杂的对位法，但始终保持调性，音乐语言受马勒和奥涅格的影响很大。CPO公司录制了他的大部分作品，包括交响曲全集。